# Provinz Higo

Provinz Higo (heute: Präfektur Kumamoto)

Higo (japanisch 肥後国 Higo no kuni) war eine der Provinzen Japans im Gebiet der heutigen Präfektur Kumamoto auf der Insel Kyūshū. Higo grenzte an Chikugo, Bungo, Hyūga, Ōsumi und Satsuma.

## Geschichte
Die Provinz entstand aus der Aufspaltung der Provinz Hi in die Provinzen Hizen („Vorder-Hi“) und Higo („Hinter-Hi“). Beide Länder zusammen bezeichnete man daher später auch als Hishū (肥州 ‚Hi-Provinzen‘), Nihi (二肥 ‚die zwei Hi‘) und Ryōhi (両肥 ‚die beiden Hi‘). Zum ersten Mal wurde Higo um 696 im Shoku Nihongi erwähnt.
Die Provinzhauptstädte (kokufu) von Higo befanden sich wohl im heutigen Kumamoto. Während der Muromachi-Zeit war Higo im Besitz des Kikuchi-Clans. Dieser wurde jedoch in der Sengoku-Zeit enteignet und die Provinz fiel an die Herrscher der benachbarten Gebiete, wie z. B. den Shimazu aus der Provinz Satsuma. Schließlich griff Toyotomi Hideyoshi die Insel Kyūshū an und überließ Higo seinen Gefolgsleuten Sasa Narimasa und später Katō Kiyomasa. In der Sengoku-Zeit war Higo ein bedeutendes Zentrum des Christentums in Japan. Dort hielt sich auch der Samurai Miyamoto Musashi auf Einladung des Daimyō auf, während er sein Buch der Fünf Ringe fertigstellte.

## Umfang
Die Provinz Higo umfasste folgende spätere Landkreise (gun):
- Akita
- Amakusa
- Ashikita
- Aso
- Gōshi
- Kikuchi
- Kuma
- Mashiki
- Takuma
- Tamana
- Uto
- Yamaga
- Yamamoto
- Yatsushiro